# Tả Quyền
Tả Quyền (chữ Hán giản thể: 左权县, âm Hán Việt: Tả Quyền huyện) là một huyện thuộc địa cấp thị Tấn Trung, tỉnh Sơn Tây, Cộng hòa Nhân dân Trung Hoa. 
Huyện Tả Quyền nằm ở tây nam Tấn Trung, tên cũ là huyện Liêu. Năm Khai Hoàng thứ 16 thời nhà Tùy (596) lập ra Liêu Châu, đặt thủ phủ ở Lạc Bình (ngày nay thuộc Tích Dương). Thời kỳ đầu Đại Nghiệp phế bỏ châu này, rồi được nhà Đường phục lập. Đến khi Hồng Vũ Đế lên ngôi, châu này đổi tên thành châu Trực Đãi, năm 1912 châu này được đổi thành huyện và năm 1942 đổi tên thành Tả Quyền như hiện nay.
Thời kỳ kháng chiến chống Nhật, bộ tổng chỉ huy của Bát Lộ Quân, đứng đầu là tham mưu trưởng Tả Quyền, đã đóng ở đây. Do đó, để tưởng nhớ ông, người ta đã đổi tên huyện như hiện nay.